# Institut catholique d’arts et métiers
Institut catholique d'arts et métiers – jest szkołą inżynierską, publiczną instytucją szkolnictwa wyższego zlokalizowaną w Lille, Sénart, Nantes, Vannes, La Roche-sur-Yon, Tuluza, Francja.
ICAM jest jednym z najbardziej prestiżowych grandes écoles inżynierii we Francji, podobnie jak wszystkie szkoły w grupie Toulouse Tech.
Kampus ICAM znajduje się w centrum uniwersyteckim Université fédérale de Toulouse Midi-Pyrénées.

## Słynni absolwenci
- Weronika Zbieg, polska wokalistka i autorka tekstów